# Шрайвер, Оливер
Оливер Мартин Шрайвер (англ. Oliver Martin Schriver, 17 декабря 1879 — 28 июня 1947) — американский морской пехотинец, олимпийский чемпион.
Оливер Шрайвер родился в 1879 году в Вашингтоне, округ Колумбия. В 1905 году стал первым в истории Корпуса морской пехоты США человеком, получившим нашивку снайпера.
В 1920 году на Олимпийских играх в Антверпене Оливер Шрайвер стал чемпионом в командном первенстве в стрельбе из военной винтовки лёжа на дистанции 600 м, в командном первенстве в стрельбе из военной винтовки лёжа на дистанциях 300 м и 600 м, и в командном первенстве в стрельбе из малокалиберной винтовки стоя на дистанции 50 м.